# Transfert monétaire conditionnel
Un transfert monétaire conditionnel est un programme dont le but est de lutter contre la pauvreté en conditionnant le paiement d'une aide sociale au fait que le bénéficiaire s'acquitte de certaines obligations ou remplisse certains critères.
Ces critères peuvent être par exemple la nécessité d'envoyer ses enfants à l'école, de leur faire faire des visites médicales régulières ou de les vacciner.
D'après la Banque mondiale, ces transferts procurent de l'argent directement à des familles pauvres dans le cadre d'un contrat social tout en permettant un investissement à long terme dans le capital humain.
Les programmes les plus connus sont ceux du Brésil appelé Bolsa Família et celui du Mexique, Oportunidades et celui de la ville de New York Opportunity NYC, d'autres programmes ont été mis en place dans une grande partie des pays d'Amérique latine. En France, le Revenu minimum d'insertion (RMI), créé en 1988, est versé en échange de la satisfaction de certaines obligations par le récipiendaire, qui varient selon sa situation personnelle (les dispositions du « contrat d'insertion » sont fixées au cas par cas).
Au Nigéria, l'organisation New Incentives propose des incitations financières pour la vaccination des enfants. Selon une estimation de 2022 de l'organisation d'évaluation caritative GiveWell, le coût moyen par vie sauvée est d'environ 5000 dollars américains.
D'autres projets sont également en cours d'étude ailleurs, notamment au Maroc, où le gouvernement étudie l'opportunité de remplacer une partie du programme de soutien aux prix des produits de base appelé Caisse de compensation par un programme de ce type, l'objectif étant de mieux cibler les populations nécessiteuses et d'éviter par ce biais une déperdition de moyens résultant de la subvention de couches de la population qui n'ont en pas réellement besoin et notamment les couches moyennes et supérieures.

## Critiques
Malgré certains succès de ces programmes, notamment dans les pays en développement, de nombreuses critiquent s'élèvent contre l'aspect conditionnel de ces programmes, qui sont générateurs de phénomène de trappe à pauvreté, de stigmatisation, et représentent un coût administratif non négligeable. 
De plus, la conditionnalité rend ces dispositifs vulnérables aux aléas des décisions politiques. Ainsi, une étude menée sur les États-Unis par les universitaires concluait en 2011 : "Au cours du temps, les dépenses publiques ont dérivé vers les personnes handicapées, les personnes âgées, et se sont détournées de personnes disposant d'un faible revenu vers ceux ayant des revenus plus élevés, avec pour conséquence que le taux de pauvreté profonde de certains groupes sociaux a augmenté".
Des alternatives souvent évoquées aux transferts conditionnels pourraient être le concept d'un revenu de base inconditionnel ou encore l'impôt négatif.